# Ranzovius californicus
Ranzovius californicus är en insektsart som först beskrevs av Van Duzee 1917.  Ranzovius californicus ingår i släktet Ranzovius och familjen ängsskinnbaggar. Inga underarter finns listade i Catalogue of Life.